# Не купувай руското!
„Не купувай руското!“ (на украински: Не купуй російське!) или „Бойкотирай руското!“ (Бойкотуй російське!) е ненасилствена съпротивителна кампания за бойкот на руските продукти в Украйна.
Протестът започва на 14 август 2013 г. като реакция на търговското ембарго, наложено от Русия срещу Украйна. Той е организиран от Vidsich чрез социалните медии.

## Фотогалерия
- 2013
- Киев, 2014
- 29.05.2014
- Бровари, 2014